# Jean Hallo
Pour les articles homonymes, voir Hallo.
Jean Hallo ou Jean-Pierre Hallo, né à Paris le 9 janvier 1915 et mort le 6 janvier 2000 à Aix-en-Provence, est un officier français ayant servi au sein de la Légion étrangère pour ensuite rejoindre en 1960 le service d'information et d'études du ministère des armées. Il est fait général le 9 janvier 1975.

## Biographie
Né à Paris le 9 janvier 1915, il est le fils de Charles Hallo, officier français et ancien combattant de la bataille de la Marne. Jean Hallo intègre l’École spéciale militaire de Saint-Cyr en 1937 et en sort comme sous-lieutenant en 1939,. 
Le sous-lieutenant Hallo rejoint à Légion étrangère en 1939. Sa première affectation est Saïda au Liban au sein du 1er Régiment Étranger d'Infanterie. Il participe ensuite aux combats successivement durant la Campagne de Tunisie sous le 1er Régiment étranger d'infanterie de marche. Puis il prend part à la reprise du territoire français dès le Débarquement de Provence. De novembre 1944 à la fin de la guerre, il obtient quatre citations, dont trois à l'ordre de l'armée ainsi que la Légion d'honneur au feu. En 1946, il est affecté en Indochine avec sa compagnie, où il obtient deux nouvelles citations.
Le commandant Hallo réalise en 1958 et en quatre mois la 1re édition du recueil officiel des chants de la Légion étrangère qui est publié en 1959. Cette édition marque une date, car elle sert toujours de modèle aujourd'hui avec son format et un classement des chants par périodes, même si les partitions ne figurent plus dans les nouvelles éditions. C'est donc certainement lui qui compose et introduit le chant Eugénie dans le répertoire légionnaire.
Il porte la main de Jean Danjou lors de la cérémonie de Camerone le 30 avril 1993.
Il décède en 2000. L'écrivain et journaliste spécialisé dans l'histoire militaire Pierre Dufour dédicace son livre La légion en 14-18 au souvenir du général Jean-Pierre Hallo qu'il décrit comme « combattant hors pair, rédacteur en chef de Képi-Blanc des années héroïques, figure légendaire de la Légion de la Deuxième Guerre mondiale ».
Il est nommé Officier de la Légion d'honneur le 12 décembre 1952 puis Commandeur le 24 avril 1995,.

### Carrière
- En 1945, promu capitaine[2],[3] ;
- En 1948, Jean Hallo est le rédacteur en chef de la revue Képi blanc, revue de la Légion étrangère[2] ;
- En 1960, il quitte la Légion étrangère pour rejoindre le service d'information et d'études du ministère des armées. Pierre Messmer lui confie la création d'un journal à destination des trois armées : Terre-Air-Mer ;
- En 1965, nommé lieutenant-colonel[2],[3] ;
- En 1970 colonel[2], il occupera différents postes administratifs ;
- En 1975, le 9 janvier, général de brigade[2],[3].

### Décorations
- Commandeur de la Légion d'honneur
- Croix de Guerre 1939-1945 (4 citations dont 3 palmes)
- Croix de Guerre des Théâtres d'opération extérieurs (2 citations)

## Œuvres
- Monsieur Légionnaire, Lavauzelle, 1994  (ISBN 2-7025-0370-5)[3].
- I comme Isidore, Carnets de guerre d'un officier de la Légion étrangère, Italiques, 2002  (ISBN 978-2910536237).

### Bibliographe
- Pierre Montagnon, « Hallo Jean (1915-2002), général », dans Légionnaires d'hier et d'aujourd'hui, Pygmallion, 343 p. (ISBN 9782756409238).